# Adrianna Siennicka
Adrianna Agnieszka Siennicka (ur. 4 marca 1970 w Radzyniu Podlaskim) – polska italianistka; Konsul Generalna RP w Mediolanie (2017–2022), dyrektorka Instytutu Polskiego w Rzymie (2022–2024).

## Życiorys
W latach 1995–1999 studiowała w ramach indywidualnego toku studiów w Katedrze Italianistyki Uniwersytetu Warszawskiego, uzyskując z wyróżnieniem tytuł magistra. W 2003 uzyskała stopień doktora nauk humanistycznych w zakresie językoznawstwa na podstawie dysertacji Il linguaggio politico del Novecento. Precedimenti retorici atti a persuadere l'uditorio nelle allocuzioni di Benito Mussolinii (Język polityczny XX w. Techniki retoryczne w przemówieniach Benito Mussoliniego, mające na celu przekonanie słuchaczy); promotorka – Teresa Giermak-Zielińska.
W 1993 rozpoczęła pracę jako tłumaczka w ambasadzie Włoch w Warszawie, w której do 1997 pracowała w Biurze Radcy Handlowego oraz Biurze Konsularnym. W 2003 rozpoczęła pracę w Katedrze Italianistyki UW. W 2014 doprowadziła do podpisania umowy z Uniwersytetem dla Cudzoziemców w Sienie, w zakresie wdrożenia programu DITALS, dzięki któremu studenci mają możliwość ukończenia studiów z dwoma dyplomami. Koordynatorka do spraw programu LLP „Erasmus” i „Erasmus+”. W październiku 2017 otrzymała indywidualną nagrodę rektora Uniwersytetu Warszawskiego za osiągnięcia dydaktyczne, organizacyjne oraz za specjalne osiągnięcia na rzecz uczelni. Jest członkinią założycielką Stowarzyszenia Italianistów Polskich oraz członkinią Międzynarodowego Stowarzyszenia Profesorów Włoskich. Jest autorką wielu publikacji z zakresu socjolingwistyki i retoryki.
Od 25 lutego 2017 do 2022 była Konsul Generalną RP w Mediolanie. Od 20 października 2022 do 2024 dyrektorka Instytutu Polskiego w Rzymie.
Włada biegle językami: włoskim, francuskim i angielskim.

## Wybrane publikacje
- Benito Mussolini retore: un caso di persuasione politica, Frankfurt am Main: Peter Lang Edition, 2016.